# Váradi János (ökölvívó)
Váradi János (Kemecse, 1961. február 28. –) olimpiai bronzérmes, háromszoros Európa-bajnoki ezüstérmes magyar ökölvívó.

## Pályafutása
Váradi János 1961. február 28-án született Kemecsén. Az 1979. évi junior Világbajnokság bronzérmese, 1980. évi junior Euróopa-bajnokság aranyérmese. Az 1980-as moszkvai olimpián légsúlyban bronzérmet szerzett. Az 1983-as várnai, 1987-es torinói és az 1989-es athéni amatőr Európa-bajnokságokon ezüstérmet szerzett. Az 1986-os Világbajnokságon bronzérmet szerzett. 